# Reinhard Brandl
Reinhard Brandl (født 11. august 1977) er en tysk politiker fra Christlich-Soziale Union in Bayern (CSU). Han har været medlem af den tyske Forbundsdag siden 2009 og repræsenterer Ingolstadt. 

## Politiske holdninger
Brandl har været fortaler for Merkel-regeringens økonomiske politik om at afstå fra enhver ny låntagning og i stedet fokusere alle bestræbelser på at opnå et strukturelt balanceret nationalbudget.
I juni 2017 stemte Brandl imod Tysklands indførelse af ægteskab af samme køn.